# Сеносъбирач на Глоувър
Сеносъбирач на Глоувър (Ochotona gloveri) е вид бозайник от семейство Пики (Ochotonidae).

## Разпространение
Видът е разпространен в Китай (Съчуан, Тибет, Цинхай и Юннан).